# Nehemiah Grew
Nehemiah Grew (Mancetter Parish, Warwickshire setembre de 1641 – Londres, 25 de març de 1712) va ser un fisiòleg vegetal anglès considerat el fundador de la fisiologia vegetal
Es va graduar a al Pembroke College de Cambridge el 1661 i deu anys més tard es doctorà en medicina a la Universitat de Leiden. El 1664 començà a fer observacions sobre l'anatomia vegetal i el 1670 va comunicar a la Royal Society el seu assaig titulat The Anatomy of Vegetables begun, essent escollit membre d'aquesta entitat l'any següent i el 1677 passà aser-ne el secretari. El 1673 publicà Idea of a Phytological History, basat en comunicacions seves a la Royal Society.
El 1682 aparegué la seva obra princiapal Anatomy of Plants dividida en quatre llibres: Anatomy of Vegetables begun, Anatomy of Roots, Anatomy of Trunks and Anatomy of Leaves, Flowers, Fruits and Seeds, i estava il·lustrada. El llibre és notable per les seves descripcions de l'estructura vegetal i de forma correcta va plantejar la hipòtesi sobre que els estams eren els òrgans masculins de les plantes amb flors. Al llibre també hi figuren les primeres imatges microscòpiques del pol·len.
Va treballar molt amb el microscopi igual que el seu contemporani de Marcello Malpighi.
Linnaeus va donar nom al gènere d'arbres Grewia en el seu honor.